# Tovia (Vorname)
Tovia ist ein geschlechtsneutraler Vorname.

## Herkunft und Bedeutung
Tovia ist ein geschlechtsneutraler Vorname, der von Menschen aller Geschlechter genutzt werden kann. Es handelt sich bei dem Namen um eine Variante von Tobias, die sich an die Transkription des hebräische Ursprungsnamens anlehnt.

## Varianten
Andere Transkriptionen des hebräischen Namens טוֹבִיָּה tōwijāh sind: Tovija, Tovijah, Towia, Towija, Towijah.
Für weitere Varianten: siehe Tobias.

## Bekannte Namensträger
- Tovia Singer (* 1960), Rabbiner und Gründer der Organisation Outreach Judaism